# Bolszoje Mikuszkino
Bolszoje Mikuszkino (ros. Большое Микушкино) – wieś (sieło) w Rosji, w obwodzie samarskim, w rejonie isaklińskim. W 2010 liczyła 964 mieszkańców.